# 李干辉

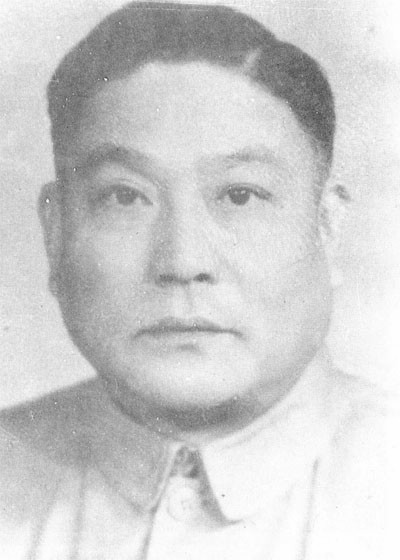

李干辉（1905年—1974年3月3日），原名李清，广东惠州人。

## 生平
1923年加入海员工会。1925年参加省港大罢工，10月加入中国共产党，任中共海员工会总支书记。
1927年参加广州起义，后在香港、广东从事中共地下工作。1929年12月参加百色起义，任红七军第三纵队第三营党代表。1930年11月随红七军主力转战桂黔湘粤赣边，后到中央苏区。1931年起任红七军团政委。1932年后历任红五军第三师政委，红一方面军中央警卫师（工人师）政委。1934年2月所部改编为红八军团第二十三师，继续任政委。1934年10月参加长征，1935年2月任红三军团十三团政治委员（团长彭雪枫），参与娄山关战斗。红一、四方面军会师后，1935年10月调任红九军团改编的红三十二军政委。1936年7月任红二方面军红三十二军政治部主任，红二方面军红军大学政治部主任。1936年底入抗日红军大学学习，后任第十四队队长。
抗战爆发后，历任延安抗日军政大学第二大队政治处主任。1940年到华中，抗大第四分校政治部主任、新四军崇启海常备旅副政委，第一师三旅九团政委、七团政委，三旅政治部副主任，苏中军区第二分区政治部主任、第一军分区五十二团政委、第三军分区副政委兼政治部主任。
第二次国共内战时期，任苏中军区独立旅政委、1946年任华中野战军第六师政治部主任。1947年任华东野战军第十一纵队政治部主任兼苏中军区政治部主任，1948年任第十二纵队政委兼苏北军区政委。
1949年，任第三野战军第三十军政委。与军长谢振华指挥第三十军参加渡江战役、上海战役。
中华人民共和国成立后，历任苏南军区副政委，1952年起任中共中央华东局监察委员会副主任，中共上海市委组织部副部长兼市人委监察局局长、市委副秘书长兼市档案局局长、市委监委副书记。
1962年9月被增选为中共第八届中央候补监察委员。 